# Polyrhachis limbata
Polyrhachis limbata é uma espécie de formiga do gênero Polyrhachis, pertencente à subfamília Formicinae.